# Деліріум (роман)
«Деліріум» (англ. Delirium) — перший роман трилогії про «апокаліпсис нашого часу» американської письменниці Лорен Олівер. Роман п'ять тижнів протримався на першому рядку у списку бестселерів New York Times, і перекладений 22 мовами світу. У США роман вийшов в 2011 році. Відомо, що книга дуже зацікавила багатьох продюсерів Голлівуду. Права на екранізацію були куплені кінокомпанією Fox, яка займалася розробкою проєкту. Але пілотну серію не прийняли. Роль Ліни дісталася відомій кінозірці Еммі Робертс.

## Анотація до книги
Недалеке майбутнє. Світ, до якого ми звикли, зазнав значних змін. Сучасне суспільство, яке прагнуло до воцаріння миру на Землі, знайшло джерело всіх своїх бід — любов. У новому світі любов, або amor deliria, визнана найнебезпечнішою хворобою, і будь-який «хворий» може дуже жорстоко поплатитися за свої почуття. Щоб уникнути виникнення amor deliria, для всіх людей, що досягли 18-річчя, була введена Процедура — процес очищення людини від пам'яті минулого, яке несе в собі мікроби цієї хвороби. Ліна — одна з жителів цього нового світу, їй залишається всього кілька місяців до Процедури. Ліна жадає пройти Процедуру, боячись того, що її наздожене доля матері, що потрапила під вплив amor deliria. І їй би, напевно, довелося пройти шлях більшості законослухняних громадян, якби доля не послала їй людину, що різко змінила її погляд на стан речей в навколишньому світі. Намагаючись відстояти свої переконання і зберегти почуття, Ліна буде змушена тікати з ворожого світу. Однак це не означає, що їй дадуть втекти просто так…

## Історія появи
Після виходу свого першого роману «Перш, ніж я впаду», письменниця Лорен Олівер заявила, що хоче написати книгу про кохання. За зізнанням, натхненням для її роману послужило одне з есе Габріеля Гарсія Маркеса, в якому було сказано, що «всі книги в літературі розповідають або про кохання, або про смерть».

## Реліз в США
1 січня 2011 роман був опублікований в США. «Деліріум» став бестселером за версією New York Times і отримав велику кількість позитивних рецензій.

## Продовження
«Деліріум» поклав початок цілій трилогії про боротьбу за любов у світі, де ця сама любов заборонена. Друга книга трилогії — «Пандемоніум» — продовжує історію про дівчину Ліну, яка порушила закон і покохала хлопця Алекса. Книга вийшла в лютому 2012. Третя книга — «Реквієм» — вийшла у світ 5 березня 2013 року. Також існує невелика розповідь «Хана», що розповідає нам історію однієї з героїнь «Деліріуму» — Хани, подруги Ліни. Вона вийшла разом з «Пандемоніум» у лютому 2012 року.